# 와이토모 동굴

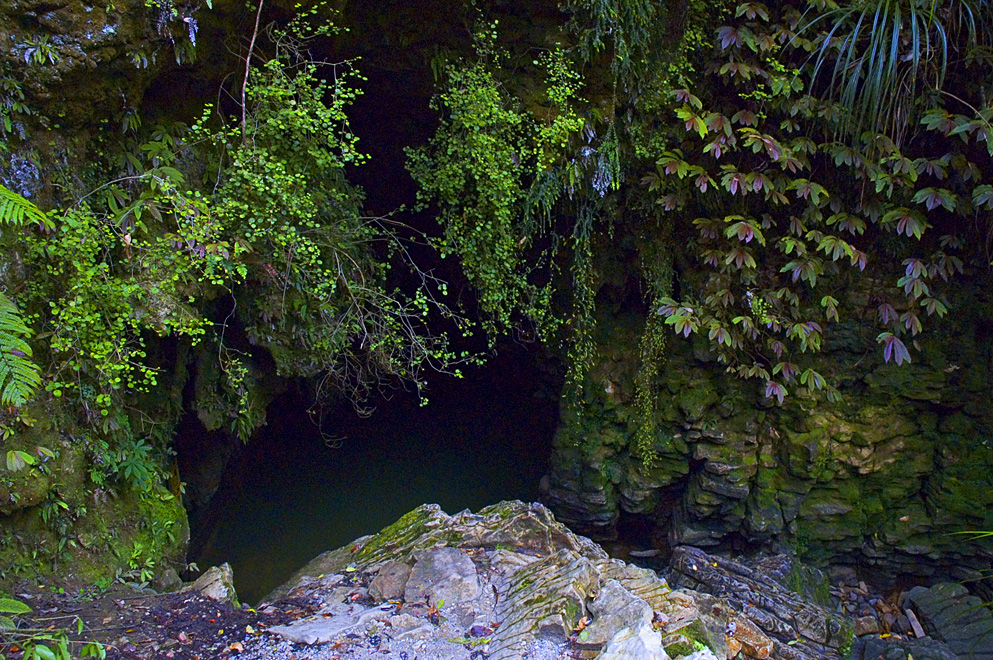
동굴의 입구

와이토모 동굴(Waitomo Caves)은 뉴질랜드 북섬의 와이카토 지방에 있는 관광명소이다. 뉴질랜드 글로우 웜이라 불리는 '아라크노캄파 루미노사(Arachnocampa luminosa)'가 서식하고 있는 동굴로 동굴 아래 냇물이 흐르고 있어 배를 타고 글로우 웜을 관광한다. 어두컴컴한 곳에 가면 아라크노캄파 루미노사가 마치 밤하늘의 은하계를 보는 것과 같이 촘촘히 빛나 신기함을 더해 준다. 와이토모란 마오리어로 물과 동굴을 뜻하며 우기에는 동굴에 흐르는 냇물이 증가하여 배를 타고 동굴 안을 관광할 수 없다.